# راهدار العلياء (الريف الغربي)
راهدار العلياء (بالفارسية: راهدار علیا) هي منطقة سكنية تقع في إيران في قسم الريف الغربي الريفي. يقدر عدد سكانها بـ 16 نسمة .